# Łapkiejmy
Łapkiejmy est un village polonais de la voïvodie de Varmie-Mazurie, dans le powiat de Bartoszyce.
Un village comptant moins de 40 personnes donc la représentante est Natalia Jasiukiewicz.